# Bisetifer gruzin
Espèce
Bisetifer gruzin est une espèce d'araignées aranéomorphes de la famille des Linyphiidae.

## Distribution
Cette espèce se rencontre en Russie dans le kraï de Krasnodar, en Ukraine en Crimée, en Géorgie et en Azerbaïdjan,,.

## Description
Le mâle holotype mesure 1,38 mm et la femelle paratype 1,35 mm.

## Systématique et taxinomie
Cette espèce a été décrite par Tanasevitch, Ponomarev et Chumachenko en 2015.

## Publication originale
- Tanasevitch, Ponomarev & Chumachenko, 2015 : « Notes on the spider genus Bisetifer Tanasevitch, 1987 (Aranei: Linyphiidae), with the description of a new species. » Arthropoda Selecta, vol. 24, no 4, p. 445-450.